# Paul Webb
Paul Douglas Webb, también conocido por el nombre artístico de Rustin Man, (nacido el 16 de enero de 1962) es un músico inglés. Fue el bajista de la banda inglesa Talk Talk.

## Biografía
Webb entabló amistad con Lee Harris durante su etapa escolar en The Deanes School en Thundersley, Essex. Ambos tocaron en la banda de reggae Eskalator antes de entrar a formar parte de Talk Talk en 1981. Webb tocó el bajo en Talk Talk hasta 1988. Su composición «Another Word» del álbum The Party's Over es la única canción de Talk Talk que no ha sido escrita o coescrita por el vocalista Mark Hollis.
A principios de la década de 1990 formó con Harris el grupo .O.rang. A principios de la década de 2000, adoptó el nombre de «Rustin Man» y colaboró con Beth Gibbons en Out of Season (2002).
También produjo el álbum de James Yorkston The Year of the Leopard (2006), y el álbum de Dez Mona Hilfe Kommt (2009).
Su segundo álbum bajo el apodo de Rustin Man, Drift Code, se publicó el 1 de febrero de 2019 en Domino Records. El 3 de febrero de 2020, anunció su tercer álbum, Clockdust, y sus primeras actuaciones en directo desde 2003. Para los conciertos se hizo acompañar por otros cinco músicos, varios de los cuales habían tocado en Hilfe Kommt. El 4 de septiembre de 2020, las actuaciones previstas se cancelaron debido a la pandemia de COVID-19.

## Discografía

### Álbumes de estudio
- 2002 - Out of Season (con Beth Gibbons)
- 2019 - Drift Code
- 2020 - Clockdust